# چاپشلو
چاپـِشلو شهری در بخش چاپشلو شهرستان درگز استان خراسان رضوی ایران است.

## جمعیت
بر پایه سرشماری عمومی نفوس و مسکن در سال ۱۳۹۵ جمعیت این شهر ۲٬۳۷۴ نفر (در ۷۶۹ خانوار) بوده‌است.

## جغرافیا
شهر چاپشلو، مرکز بخش، در ارتفاع حدود ۶۵۰ متر، در حدود دوازده کیلومتری جنوب شهر درگز واقع است. شهر در دشت قرار دارد و چند رود فصلی در جنوب آن جاری است. آب و هوای چاپشلو نسبتاً گرم و مرطوب است. بیشترین دمای آن °۸ ر۳۸ در تیر، کمترین آن °۱۶- در بهمن و میانگین بارش سالانه آن ۳۶۰ میلی‌متر است (سازمان هواشناسی کشور، ص ۳۵۲).
چاپشلو با راه اصلی (از شمال) به شهرهای درگز و نوخندان و با راه فرعی به راه اصلی قوچان ـ باجگیران (در شهرستان قوچان) و از شرق جاده منتهی به شهرستان کلات -مشهد میشود
پیشینه. ظاهراً پیشینه شهر چاپشلو به دوره صفوی می‌رسد. در زمان شاه‌عباس اول صفوی (حک: ۹۹۶–۱۰۳۸) تیره‌هایی از طوایف ایل افشار، از جمله چاپشلو (قس اسکندرمنشی، ج ۱، ص ۱۳۸–۱۳۹، که پیره محمدخان چاوشلو/ چاپشلو، از امرای بیه‌پیش، را از طایفه اُستاجلو آورده‌است)، از مکانی به نام قَرْشی قوزی/ قارشی‌قُزی (حدود بخارا، امروزه در جمهوری ازبکستان)، به نواحی درگز و ابیورد کوچ کردند و در مکانی که بعدها به نام خودشان چاپشلو خوانده شد، سکنا گزیدند (میرنیا، ص۱۱۰ به نقل از اللهیارخان چاپشلو؛ نیز رجوع کنید به مروی، ج ۱، ص ۴–۵). مروی در عالم‌آرای نادری (ج ۱، ص ۱۶۱) نام آن را چاوشلو (به عنوان مسکنِ ابراهیم‌خان، برادر نادرشاه) ضبط کرده‌است.
در دوره زندیه (ح ۱۱۶۳–۱۲۰۸)، و شاید مدتی قبل از آن، چاپشلو حکومت‌نشین درگز بود. در ۱۲۰۳ لطفعلی‌خانِ چاپشلو (در متن: چایشلو)، حکمران درگز، مرکز حکومت را به دستگرد منتقل کرد. امروزه ویرانه‌های دستگرد معروف به کهنه‌قلعه نزدیک شهر کنونی درگز واقع است (میرنیا، ص ۱۱۱).
در۱۲۹۲/۱۸۷۵، مک‌گرگور آنجا را دیده‌است (رجوع کنید به ج۲، ص ۸۳). در۱۳۱۲/۱۸۹۴ ییت (ص ۱۴۹) آن را دهکده‌ای بزرگ، با حدود چهارصد خانوار ترک و کرد، معرفی کرده و افزوده که شخصی به نام کردوخان حاکم آن بوده‌است. وی همچنین از مراسم پذیرایی آن‌ها یاد کرده‌است. به نوشته اعتمادالسلطنه (ج ۴، ص ۲۰۵۹) در دوره ناصرالدین‌شاه (حک: ۱۲۶۴–۱۳۱۳)، آنجا ازقرای دره جز/ درگز، دارای دو رشته قنات و آب و هوای خوب و معتدل بوده‌است. در ۱۳۲۳ ش چاپشلو یکی از آبادیهای دهستان قره‌باشلو در شهرستان قوچان در استان نهم (خراسان) بود (ایران. وزارت کشور. اداره کل آمار و ثبت احوال، ج ۳، ص ۱۸۱). در ۱۳۲۹ ش، حسینعلی رزم‌آرا (ج ۹، ص ۱۰۶) چاپشلو را قصبه مرکز بخش چاپشلو، با ۷۵۴، ۱ تن جمعیت و محصولاتی مانند غلات، میوه و بنشن معرفی و از قالیچه، گلیم و جاجیم آن یاد کرده‌است. در مهر ۱۳۷۴، چاپشلو به شهر بدل شد (ایران. قوانین و احکام، ص ۵۰۱).

## پیشینه
ترکهای غرب ایران در قالب ایل بزرگ ترک افشار در دوران صفویان (۹۱۶ ه‍.ق) برای جلوگیری از حملات ازبکان به مناطق مرزی خراسان منتقل شدند و این مهاجران در منطقه روستاهای به نام ایل‌های خود بر پا کردند از جمله چاپشلو و قراقوپونلو در درگز و ایده‌لو در کلات.
لغتنامه دهخدا به نقل از فرهنگ جغرافیائی ایران (جلد ۹) دربارهٔ چاپشلو چنین می‌نویسد:
«قصبه مرکز بخش چاپشلو. شهرستان درگز واقع در ۱۰ هزار گزی جنوب باختری درگز. جلگه، هوا معتدل با ۱۷۵۴ تن سکنه. محصولات عمده آنجا غلات، تریاک، میوجات، بنشن، پنبه، شغل اهالی، زراعت، مالداری، کسب، صنایع دستی زنان، قالیچه و گلیم و جاجیم بافی، و راه آن ماشین رو است آب مشروبی اهالی از چشمه و قنات تأمین می‌شود.»
بر پایه برخی ادعاها، آب منطقه چاپشلو دارای طعمی شور است.
کتابخانه عمومی چاپشلو در سال ۱۳۵۸ تأسیس شده که دارای هفت هزار و پانصد جلد کتاب می‌باشد.